# 格斯·杰克逊
格斯·杰克逊（英語：Gus Jackson，1903年12月25日—1968年11月12日），新西兰男子赛艇运动员。他曾代表新西兰参加1938年大英帝国运动会赛艇比赛，获得男子双人双桨和男子八人单桨有舵手铜牌。